# Dois Irmãos do Tocantins
Dois Irmãos do Tocantins är en kommun i Brasilien.   Den ligger i delstaten Tocantins, i den centrala delen av landet, 700 km norr om huvudstaden Brasília. Antalet invånare är 7 161.
Omgivningarna runt Dois Irmãos do Tocantins är huvudsakligen savann. Trakten runt Dois Irmãos do Tocantins är nära nog obefolkad, med mindre än två invånare per kvadratkilometer.